# Latium Festival
Il Latium Festival è un progetto culturale che ogni anno presenta eventi e spettacoli di folclore internazionale in alcune città della regione Lazio.

## Struttura
Gli eventi proposti dal Latium Festival sono:
- il Latium World Folkloric Festival – Arti e Tradizioni popolari del mondo
- il Latium Folk & Ethnic Music Fest – Melodie e Ritmi popolari del mondo
- il Latium World Handicraft & Enogastronomic Festival – Itinerari Enogastronomici e Artigianato tipico del mondo.

Iniziativa principale del Latium Festival è il Latium World Folkloric Festival – Arti e Tradizioni popolari del mondo, manifestazione folklorica internazionale che persegue gli obiettivi emanati dal CIOFF (O.N.G. in relazioni formali con l'UNESCO) e che annualmente offre spettacoli artistici ed occasioni di scambio con 11 gruppi folklorici provenienti da tutti i continenti.

## Origini e finalità
Il Latium Festival nasce nel 2007 dall'esperienza del Festival della Collina, iniziativa culturale della cittadina di Cori e della provincia di Latina che ha promosso per oltre trent'anni la conoscenza della cultura folklorica di tutto il mondo. Il Latium Festival è stato creato, infatti, su iniziativa delle due associazioni culturali “Latium” di Roma e “Festival della Collina” di Cori, con l'importante coorganizzazione dell'Associazione artistico/musicale “Tres Lusores” e dell'Associazione culturale “Fanfarra Antiqua”. Il Festival può contare sul supporto e l'impegno di circa 100 giovani volontari, sul patrocinio e contributo di diversi enti pubblici quali la Regione Lazio, la Provincia di Roma, la Provincia di Latina, il Comune di Roma, il Comune di Cori, altri comuni del Lazio e la collaborazione della Fondazione "Roffredo Caetani" di Ninfa.
Il palinsesto di iniziative del Festival è ideato con la finalità di promuovere una cultura scientifica e critica del folklore e delle arti tradizionali, valorizzando al contempo le tradizioni e l'immagine del Lazio in Italia e nel mondo. Gli obiettivi vengono raggiunti mediante la comprensione reciproca delle varie diversità culturali, e tramite modalità di interrelazione aperte al dialogo.

## Latium World Folkloric Festival – Arti e Tradizioni popolari del mondo
Iniziativa principe del Latium Festival, il Latium World Folkloric Festival propone annualmente e per la durata di dieci giorni (a cavallo tra i mesi di luglio e agosto) una serie di spettacoli di danze e musiche della tradizione popolare di tutto il mondo, ospitando nel comune di Cori 11 gruppi folklorici internazionali per un totale di circa 500 artisti. Le manifestazioni artistiche hanno luogo in diversi comuni del Lazio, con residenza elettiva nelle città di Roma e Cori.
Gli eventi del Latium World Folkloric Festival perseguono gli obiettivi emanati dal CIOFF. 
All'interno di questa rete di iniziative ed eventi, il folklore rappresenta il collante fra le varie persone e i popoli che vi partecipano. In consonanza alle direttive emanate dal CIOFF e dall'UNESCO, e con il fine comune di educare le persone alla “Cultura della Pace”, gli artisti del mondo incontrano soprattutto la gente del luogo, proponendo un sunto delle proprie radici culturali ed entrando in contatto con altre tradizioni e culture, in modo da valorizzare il potere fondamentalmente unificante del folklore.

## Latium Folk & Ethnic Music Fest – Melodie e Ritmi popolari del mondo
Il Latium Festival include il Latium Folk & Ethnic Music Fest – Melodie e Ritmi popolari del mondo, nato con l'obiettivo di dare spazio alla musica folk, italiana ed estera. Partecipano a questa iniziativa musicisti, etnomusicologi ed antropologi che hanno l'occasione di confrontarsi con i musicisti giunti a seguito dei gruppi del Festival. Il Latium Folk & Ethnic Music Fest si presenta come percorso artistico e culturale nel quale si avvicendano meeting musicali, conferenze e concerti di musica etnica e popolare con la partecipazione di artisti noti e meno noti, italiani e stranieri. 
All'edizione del 2007 ha partecipato, tra gli altri, l'etnomusicologo Ambrogio Sparagna con il concerto “Taranta d'Amore”; hanno preso parte all'edizione del 2008, invece, Eugenio Bennato, con il concerto “Grande Sud”, e il gruppo “Musicanti del Piccolo Borgo”. Questi artisti hanno contribuito non solo con esibizioni pubbliche e concerti, ma anche e soprattutto con seminari e workshop in cui la cultura della musica popolare viene resa accessibile a tutti grazie a spiegazioni esemplificative e dimostrazioni dirette tramite l'uso di strumenti della tradizione. Significativi da questo punto di vista i seminari organizzati da Ambrogio Sparagna nel 2007 ed il workshop dei “Musicanti del Piccolo Borgo” nella suggestiva cornice della Cappella di S. Oliva a Cori (XII secolo d.C.).

## Latium Food Handicraft & Enogastronomic Festival – Itinerari Enogastronomici e Artigianato tipico del mondo
Lo studio scientifico dell'artigianato tipico, dei vecchi mestieri e delle antiche arti, è uno degli interessi del CIOFF, per questo la manifestazione artistica principale viene affiancata dal Latium Food Handicraft & Enogastronomic Festival. L'iniziativa prevede l'allestimento di vari stand espositivi di diversa natura: l'enogastronomia e l'artigianato tipico del Lazio e dei paesi da cui provengono i gruppi artistici sono un'ulteriore occasione di scambio fra culture lontane. È possibile degustare o comprare i prodotti del territorio del Lazio e dei monti Lepini grazie alla partecipazione di numerosi produttori agricoli della zona, ma anche ammirare o acquistare pezzi di artigianato nel mercatino multietnico organizzato dai gruppi stessi del Festival. Gli stand sono situati nelle vicinanze del palco dove hanno luogo gli spettacoli, in modo da unire i diversi ambiti del folklore: danze e musiche ma anche cibo, vino e artigianato. Il fine dell'iniziativa è di incentivare la crescita di una cultura critica e scientifica del folklore e delle arti tradizionali del mondo, in particolare quelle dei monti Lepini e del Lazio, che il tempo va cancellando, nella convinzione che l'unico modo per costruire un futuro solido sia permettendo alle nuove generazioni di riappropriarsi dei valori del passato.

## Iniziative collaterali
Oltre ai tre eventi maggiori del festival, le seguenti iniziative sono nate dalla necessità di esplorare individualmente singoli aspetti della diversità culturale coinvolta nel Latium Festival.
- Tra balli e sorrisi – compendio sulle Tradizioni popolari del mondo

Si tratta di una iniziativa multimediale in cui si presenta al pubblico del Festival un compendio delle tradizioni popolari del mondo attraverso una mostra di immagini e video.
- Parata mondiale del folklore

I centri storici dei comuni che prendono parte al progetto sono teatro di una sfilata alla quale partecipano tutti i gruppi. Il corteo segue percorsi all'interno dei borghi e si ferma per brevi spettacoli improvvisati nei luoghi d'incontro degli abitanti.
- Conferenza sul folklore

È previsto un appuntamento per discutere sulla cultura del folklore, inteso nel senso etimologico di sapere (“lore”) creato dal popolo (“folk”).
- Workshops con i gruppi del folklore

Durante il festival vengono organizzati seminari in cui i gruppi hanno la possibilità di parlare della propria cultura al pubblico, presentare la storia dei loro costumi, delle musiche e delle danze. Il settore scientifico/culturale del festival trova qui uno dei suoi momenti più significativi. Grazie al contributo di studiosi delle discipline e del pubblico stesso, i workshops sono un'ottima occasione per trattare le tematiche propriamente etniche, religiose e politiche dei territori e delle nazioni dai quali provengono i gruppi del Festival.
- Giornata dell'amicizia tra i popoli

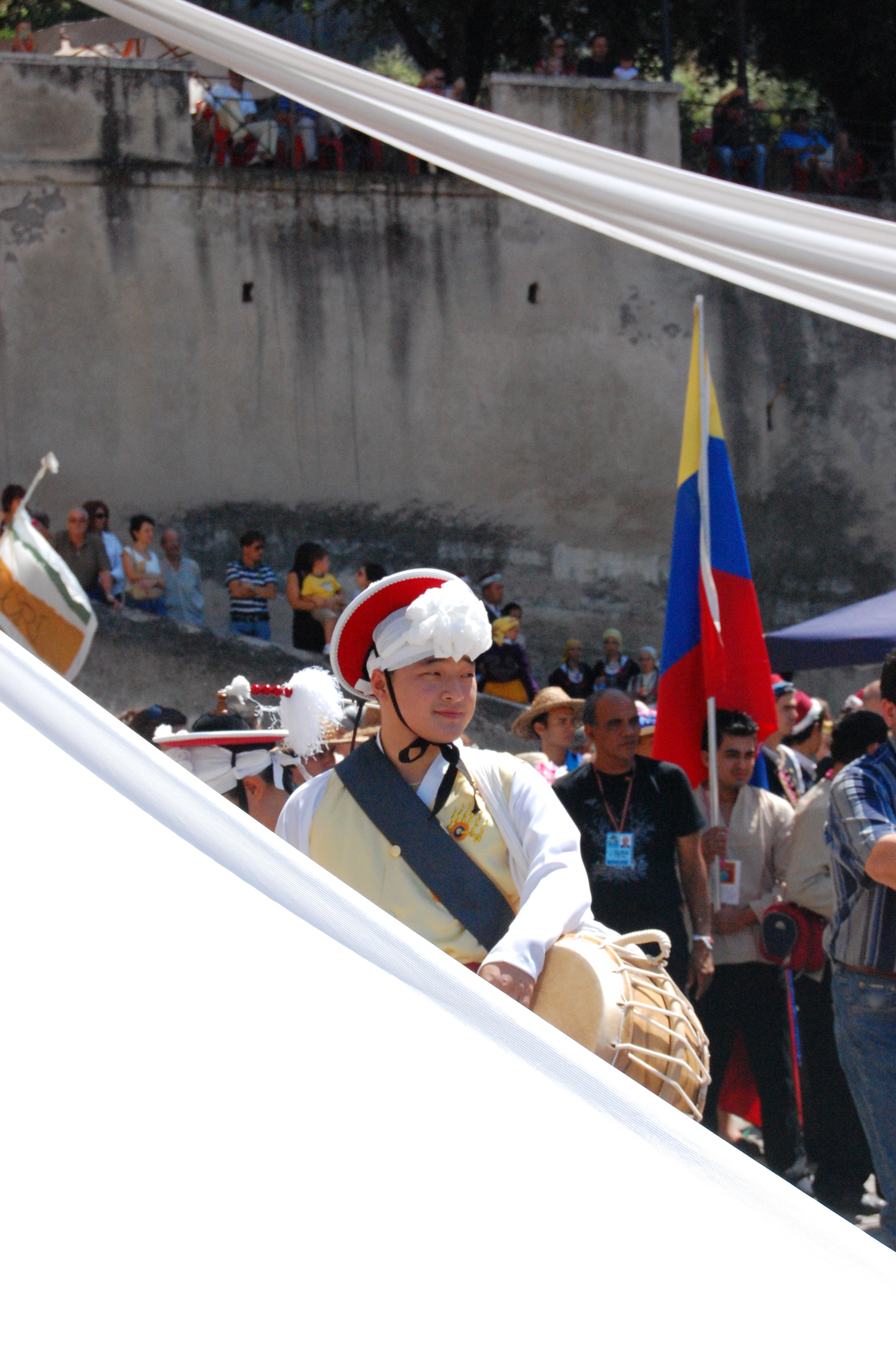
Artista del "Anseong Namsadang” Folk Dance Group di Anseong, Corea del Sud, durante un'esibizione pubblica.

Durante il soggiorno dei gruppi presso il comune ospitante, essi vengono ospitati per una giornata (abitualmente, la domenica) nelle case delle famiglie del territorio lepino. Agli artisti viene offerto il pranzo ed un'opportunità di condividere un momento di vita quotidiana con la gente del luogo.
- Gioventù del mondo in Festa

Dopo gli spettacoli serali, i volontari organizzano serate con musica per incentivare il processo di socializzazione fra i gruppi e la popolazione del territorio e tra i membri dei diversi gruppi.
- Mostra sulle tematiche globali

Dal momento che le numerose iniziative del Festival richiamano l'attenzione di migliaia di spettatori, oltre che la presenza di centinaia di artisti da tutto il mondo, l'Organizzazione del Festival ha ritenuto opportuno caratterizzare ogni edizione con una tematica attuale di interesse globale. Le tematiche sono affrontate attraverso mostre di pittura, fotografie, coreografie ed altre forme artistiche.
Ad oggi i temi affrontati sono i seguenti: “Acqua, Madre della Vita” (edizione 2007), riguardante la problematica mondiale dell'uso responsabile dell'acqua, e “S'io fossi foco… – Uomo, Energia, Civiltà” (edizione 2008), sulla ricerca di nuove fonti di energia rinnovabili.
- Solidarietà

Si affiancano alle tematiche di interesse mondiale le iniziative di solidarietà e di raccolta fondi per il sostegno dei bambini poveri nel mondo.